# بخش اوتویدابری
بخش اوتویدابری (به سوئدی: Åtvidabergs kommun) یک ناحیه شهری در سوئد است که در شهرستان اوستر گوتلاند واقع شده‌است.